# Zatopek Antal
Zatopek Antal (Vágújhely, 1849. május 22. – Budapest, 1910. január 23.) fővárosi hivatalnok, okleveles községi jegyző.

## Élete
A gimnáziumot Nagyszombatban, Nyitrán és Esztergomban végezte. 1873-ban T.-Ságh, 1876-ban Kispest megválasztotta jegyzőnek. 1878-ban a főváros szolgálatába lépett. Szerkesztője volt a Budapesten megjelenő Slovenské Noviny című tót nyelvű politikai lapnak. Elhunyt 1910. január 23-án délután 1 órakor, életének 62., házasságának 22. évében. Örök nyugalomra helyezték 1910. január 25-én délután a Farkasréti temetőben a református egyházi szertartása szerint.

## Művei
- A szívek játéka. Bpest, 1882. (Hét elbeszélés.)
- Futó felhők. Elbeszélések. Bpest, 1884.

## Betűjegyei
Z. és Z. A. a napilapokban.